# Tabgha

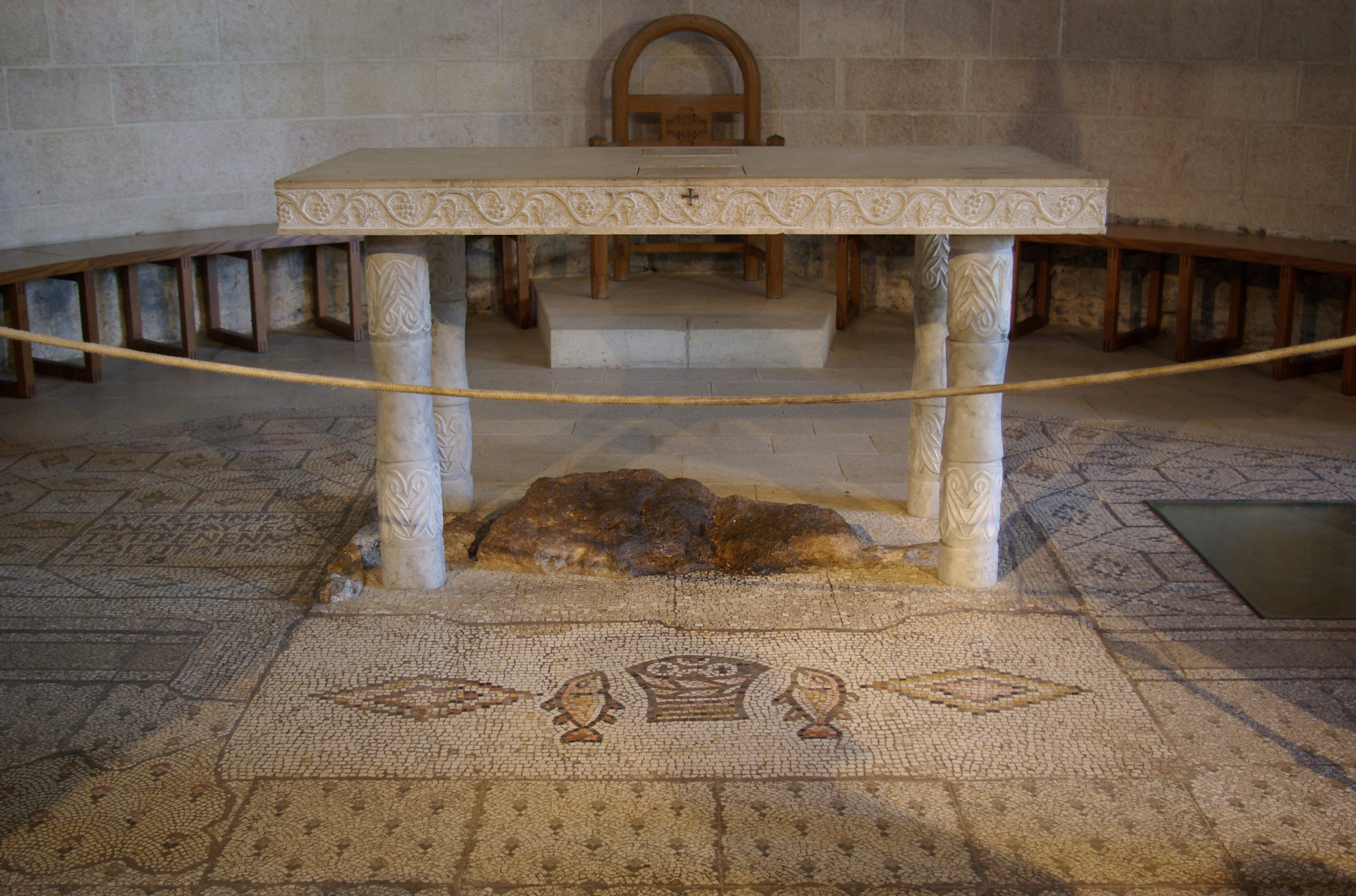
Pedra de la multiplicació, on es diu que Jesús va fer el miracle dels pans i els peixos

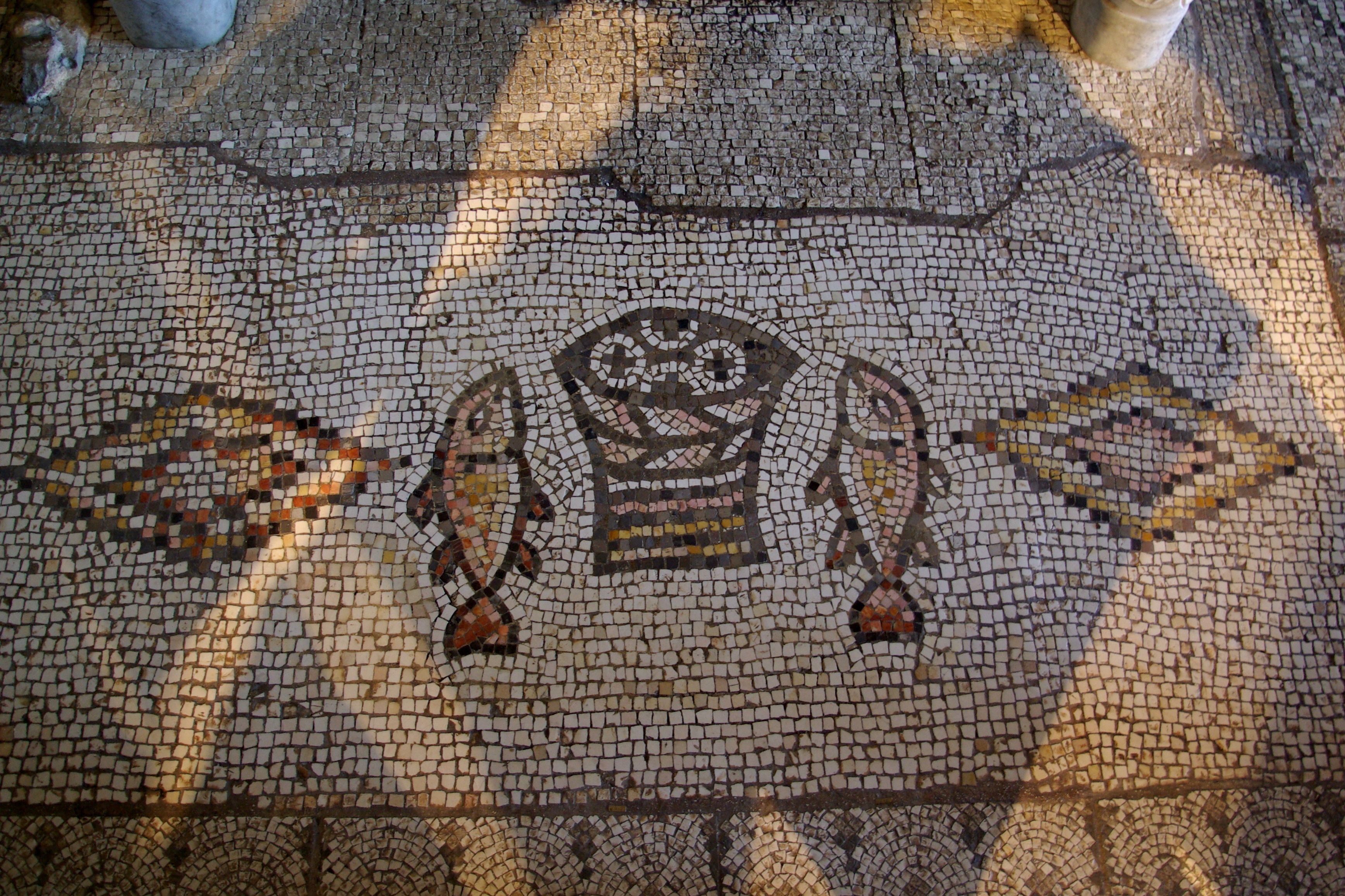
Mosaic al·lusiu a la multiplicació dels pans i els peixos

Tabgha (àrab: الطابغة, aṭ-Ṭābiḡa; hebreu: עין שבע, Ein Sheva‎, ‘Font de Set’) és un jaciment arqueològic situat al nord-oest del llac de Tiberíades, a Israel. Tradicionalment es considera que és el lloc on va tenir lloc el miracle de la multiplicació dels pans i els peixos (Mc 6:30-46) i la quarta aparició de Jesús ressuscitat (Jn 21:1-24), després de la crucifixió. Fins a 1948 hi hagué un poble àrab palestí.

## Església de Tabgha
El sacerdot Mader i el doctor Scheider de la Görres Gesellschaft de Colònia, excavant prop de Tabgha, a principis del segle xx, trobaren els fonaments d'una gran església bizantina, amb un bonic paviment de mosaic que representava galls dindis, cigonyes, ànecs en mig de flors de lotus, tot en quasi perfecte estat de conservació.
Sílvia d'Aquitània, en llur Peregrinació a Palestina, allà pels anys 383, parla d'una església construïda sobre pedra, en la qual, segons la tradició, Jesús multiplicà els pans i els peixos per donar menjar a 5.000 homes. Aquest pedra restava a la vista dels pelegrins.
En efecte, en el centre del bema trobaren la pedra, que sobresortia del paviment; els mosaics mostraven el cistell de pans i els peixos. Els sòcols de les quatre petites columnes que sostenien la taula col·locada sobre la pedra, eren visibles encara.
L'estructura superior de l'església ha desaparegut. Segons els arqueòlegs, no hi havia cap dubte que es tractava de l'església de l'Heptapegon, mencionada en el Commematorium del principi del segle v.